# Lauterfresser
Der Lauterfresser, eigentlich Mathias (Matheus, Matthäus) Perger (* um 1587; † 1645 in Mühlbach, hingerichtet), war ein Tiroler Händler, der der Hexerei bezichtigt wurde. Er kommt in zahlreichen Südtiroler Sagen vor. Der Beiname stammt von seiner Vorliebe für weiche oder flüssige („lautere“) Nahrung.

## Fakten
Die bekannten Daten stammen aus den Akten zu seinem Prozess in Rodeneck. Laut diesen war der Lauterfresser, wie er auch vom Gericht genannt wurde, zum Zeitpunkt des Prozesses (1645) mindestens 58 Jahre alt. Er stammte aus Tschötsch bei Brixen und bestritt seinen Lebensunterhalt als fahrender Händler und Gelegenheitsarbeiter sowie als Astrologe. Als einer der wenigen Menschen seiner Gesellschaftsschicht konnte er lesen und sogar schreiben. Am 11. Mai 1645 wurde Mathias Perger wegen des Verdachts der Hexerei und des Wettermachens verhaftet. Unter schwerer Folter gestand er seine angeblichen Missetaten (u. a. Hostienschändung, Teufelsbund und -buhlschaft, Schadenzauber gegen Mensch und Vieh). Ende desselben Jahres wurde er schließlich dem Urteil gemäß auf dem Richtplatz zwischen Mühlbach und Spinges „zu Pulver und Staub verbrannt“. Des Weiteren ist bekannt, dass seine Geliebte, deren Namen nie gefunden, die aber am 18. Juni 1591 geboren wurde, einen Sohn erwartete. Der Lauterfresser jedoch leugnete sie und den kommenden Sohn vor Gericht. Ob es heute noch Nachkommen gibt, ist nicht genau bekannt.

## Einige Sagen
Ein Gefäßmacher zieht mit seinen Gefäßen nach Brixen, um sie dort zu verkaufen. Doch unterwegs passiert ihm ein Missgeschick, alle Gefäße gehen kaputt. Mit einem „Letzen“ zieht er wieder nach Enneberg zurück. Ein Unbekannter (der Lauterfresser) fragt ihn, weshalb er einen Letzen habe. Der Gefäßmacher erzählt ihm sein Unglück und dass er eine große Familie zu ernähren habe, aber jetzt kein Geld mehr. Der Lauterfresser gibt ihm eines seiner Kälber, das er in Brixen an einen Metzger verkaufen soll. Anschließend solle er sich aber gleich aus dem Staube machen. Als der Metzger wenig später nach dem Kauf das Kalb schlachten will, ist dieses verschwunden.
Der Lauterfresser lädt jetzt den Mann zu einem weiteren Streich noch mal nach Brixen ein in den Gasthof Schwarzer Adler. Der ist voller Leute. Der Mann bestellt nach Anweisung des Lauterfressers jede Menge Essen und Wein. Er will schließlich bei der Kellnerin bezahlen und dreht dabei seinen Hut auf dem Kopf herum. Der Lauterfresser hat aber mit der Kellnerin abgemacht, dass sie dann sagen soll, alles sei schon bezahlt. Ein Tischnachbar sieht die Zauberwirkung des Hutes und kauft dem Mann den Hut für teures Geld ab. Der Lauterfresser und sein Schützling ziehen schnell weiter in den Roten Adler. Der Tischnachbar bleibt im Schwarzen Adler zurück, bestellt jede Menge an Essen und Trinken. Als er zahlen soll, dreht er einfach den Hut auf dem Kopf herum. Doch die Zauberwirkung funktioniert plötzlich nicht mehr. Im Streit wird er aus dem Gasthof hinausgeworfen.
Der Lauterfresser wird schließlich 1645 auf der Richtstätte bei Mühlbach wegen Hexerei hingerichtet. Beim ersten Mal klappt es nicht, der Lauterfresser ist plötzlich verschwunden und macht sich noch unerkannt unter den Zuschauern über die Henker lustig. Beim zweiten Mal haben die Henker plötzlich nur einen Strohballen in der Hand. Doch beim dritten Mal wird er in einem Kessel angeschleppt, da die Ordnungskräfte herausbekommen haben, dass er, wenn er Erde oder Holz zu fassen bekommt, freikommt. Er ruft noch Kindern zu: „Geht’s und werft mir ein bissl Erde zu!“ Doch die Kinder werden daran gehindert und der Lauterfresser wird als Hexer verbrannt.
Der Lauterfresser hielt sich oft auf dem Friedhof auf. Dort sammelte er Zutaten für seine Arzneien. Er suchte Kreuze von jüngst Verstorbenen, deren Namen er noch kannte, entzifferte die Buchstaben und brachte sich so das Lesen selbst bei. All das verschaffte ihm den Ruf, mit bösen Mächten im Bunde zu sein. Der Lauterfresser scheint einen gewissen Sinn für Humor gehabt zu haben. Als man ihn, nach der Verurteilung zum Tode auf dem Scheiterhaufen, aus dem Verlies auf Schloss Rodenegg holte, habe er gesagt: „Das wird ein heißer Tag heute“.